# ロシアの音楽チャート
ロシアの音楽チャート（ロシアのおんがくチャート）には、2M が集計する売上チャートと、Tophit が集計する放送チャートの2種類があり、いずれも毎週発表され、ロシアの音楽産業に関する標準的な流行ランキングとなっている。アルバムとシングルのランキングは売り上げに基づいており、そのデータはロシアのレコード小売店から毎週電子的に集められる売上データから集計される。現在、全ての主要レコード店とチェーン・ストアはこのチャート用にデータを提供しており、2M によると、市場の 75% 以上をカバーしているとのことである。売上チャートは 2M が月曜日に集計し、金曜日に Lenta.ru で一般公開される。放送チャートは Tophit が火曜日に集計し、水曜日に Tophit.ru で一般公開される。
次のようなチャートがある。
- Russia Top 25. Albums (2M)
- Russia Top 10. Digital Tracks (2M)
- Airplay Detection Tophit 100 (Tophit)

## 2M-online.ru
2M は1990年代半ばに、ロシアの音楽産業の業界誌として設立され、ロシアの企業間取引誌 (b2b-magazine) の先駆けと呼ばれた。この雑誌は、売り上げに応じたロシア版アルバム・チャートを初めて発表したメディアである。現在 2M は IFPI のロシア支部にあたる NFPF と提携し、レコード売上のチャート発表とゴールドディスク認定を行っている。2011年11月25日、2M は "Russia Top 10. Digital Tracks" にストリーミング販売も加味するようにしたと発表した。これ以降、ロシアのオンラインストアで最大規模の Yandex.Music, Nokia OVI Music Store, Muz.ru, Inform-bobile, IncoreMedia での売上もチャートに反映されるようになった。

## Tophit
Tophit はラジオ局に新曲を配信し、放送チャートを集計している会社である。このチャートは、ロシアでのアーティストの人気を示す指標としてしばしば使われる。Universal Music Russia は、Tophit をロシア語圏で提供される放送チャートのうち最も影響力があるものだとしている。Gala Records (EMI) は、Airplay Detection Tophit 100 をロシアの全国版放送チャートだとしている。
次のようなチャートがある。
- weekly airplay charts - 週間チャートで、次の部門に分かれる : 総合、視聴者投票、ロシア、モスクワ、サンクトペテルブルク、ウクライナ、キエフ。
- monthly airplay charts - 月間チャートで、次の部門に分かれる : 総合、視聴者投票、ロシア、モスクワ、サンクトペテルブルク、ウクライナ、キエフ。
- yearly airplay charts - 年間チャートで、次の部門に分かれる : 総合、総合（ロシア）、視聴者投票、モスクワ、サンクトペテルブルク、キエフ。
- artists charts - アーティスト別チャートで、次の部門に分かれる : 総合、視聴者投票、モスクワ、サンクトペテルブルク、キエフ。
- a special chart - クリスマス特集チャート

総合チャートはラジオ局で流されたシングルの週単位の集計をもとにしており、対象はロシアの230局のほか、ロシア語の放送を行っているウクライナ、CIS諸国、バルト三国、キプロス、イスラエル、ドイツ、アメリカ合衆国、カナダの200局が含まれる。